# Nhu cầu
Nhu cầu là một hiện tượng tâm lý của con người; là đòi hỏi, mong muốn, nguyện vọng của con người về vật chất và tinh thần để tồn tại và phát triển. Tùy theo trình độ nhận thức, môi trường sống, những đặc điểm tâm sinh lý, mỗi người có những nhu cầu khác nhau.
Nhu cầu là cảm giác thiếu hụt một cái gì đó mà con người cảm nhận được.
Nhu cầu là yếu tố thúc đẩy con người hoạt động. Nhu cầu càng cấp bách thì khả năng chi phối con người càng cao. Về mặt quản lý, kiểm soát được nhu cầu đồng nghĩa với việc có thể kiểm soát được cá nhân (trong trường hợp này, nhận thức có sự chi phối nhất định: nhận thức cao sẽ có khả năng kiềm chế sự thoả mãn nhu cầu).
Nhu cầu của một cá nhân, đa dạng và vô tận. Về mặt quản lý, người quản lý chỉ kiểm soát những nhu cầu có liên quan đến hiệu quả làm việc của cá nhân. Việc thoả mãn nhu cầu nào đó của cá nhân đồng thời tạo ra một nhu cầu khác theo định hướng của nhà quản lý, do đó người quản lý luôn có thể điều khiển được các cá nhân.
Nhu cầu là tính chất của cơ thể sống, biểu hiện trạng thái thiếu hụt hay mất cân bằng của chính cá thể đó và do đó phân biệt nó với môi trường sống. Nhu cầu tối thiểu hay còn gọi là nhu yếu đã được lập trình qua quá trình rất lâu dài tồn tại, phát triển và tiến hóa.
Nhu cầu chi phối mạnh mẽ đến đời sống tâm lý nói chung, đến hành vi của con người nói riêng. Nhu cầu được nhiều ngành khoa học quan tâm nghiên cứu và sử dụng ở nhiều lĩnh vực khác nhau trong đời sống, xã hội.

## Đặc trưng của nhu cầu
- Không ổn định, biến đổi;
- Năng động;
- Biến đổi theo quy luật;
- Không bao giờ thỏa mãn cùng một lúc mọi nhu cầu;

## Các loại nhu cầu
- Vật chất: nhu cầu bẩm sinh (thở, đói, tình dục), nhu cầu thông thường (ăn, uống, không khí, bài tiết,...).
- Cảm xúc: tình thương yêu, tán thành, kính trọng, thừa nhận...
- Xã hội: giáo dục, tôn giáo, giải trí...

## Mức độ nhu cầu
1. Mức thứ nhất - Lòng mong muốn;
2. Mức thứ hai - Đam mê;
3. Mức thứ ba - Tham.

## Biểu hiện nhu cầu
- Hứng thú;
- Ước mơ;
- Lý tưởng.

## Khái niệm nhu cầu
Từ lâu nhu cầu đã là đối tượng nghiên cứu của hầu hết các ngành khoa học nghiên cứu sinh học và xã hội. Trong lĩnh vực kinh tế - xã hội vấn đề về nhu cầu được tìm thấy trong nghiên cứu của các nhà khoa học tên tuổi như Jeremy Bentham, Benfild, William Stanley Jevons, John Ramsay McCulloch, Edward S. Herman. Đó là hiện tượng phức tạp, đa diện, đặc trưng cho mọi sinh vật. Sự hiện diện của nhu cầu ở bất kì sinh vật nào, ngay cả ở bất kì xã hội nào được xem như cơ thể sống phức tạp, là đặc điểm để phân biệt chủ thể đó với môi trường xung quanh.
Cho tới nay chưa có một định nghĩa chung nhất cho khái niệm nhu cầu. Các sách giáo khoa chuyên ngành hay các công trình nghiên cứu khoa học thường có những định nghĩa mang tính riêng biệt. Trong phạm vi nhận thức hiện tại có thể định nghĩa nhu cầu là tính chất của cơ thể sống, biểu hiện trạng thái thiếu hụt của chính cá thể đó và do đó phân biệt nó với môi trường sống. Nhu cầu tối thiểu, hay còn gọi là nhu yếu tuyệt đối, đã được lập trình qua quá trình rất lâu dài tồn tại, phát triển và tiến hóa.
Nhu cầu được hiểu là sự cần thiết về một cái gì đó. Nhưng "cái gì đó" chỉ là hình thức biểu hiện bên ngoài của nhu cầu. Sau hình thức biểu hiện ẩn chứa bản chất của nhu cầu mà có thể tạm gọi là "nhu yếu". Nhu yếu đang nói đến lại có thể được xem là hình thức biểu hiện của một nhu yếu khác căn bản hơn. Như vậy khái niệm nhu cầu và nhu yếu mang tính tương đối với nhau. Điều đó cho thấy rằng nhu cầu của cơ thể sống là một hệ thống phức tạp, nhiều tầng lớp, bao gồm vô số các chuỗi mắc xích của hình thức biểu hiện và nhu yếu liên kết chằng chịt, có khả năng phát triển và đa dạng hóa. Tuy nhiên, để dễ nhận dạng, một nhu cầu riêng biệt đơn giản nhất được cấu thành bởi một nhu yếu và một hình thức biểu hiện.
Hình thức biểu hiện nhất định được cụ thể hóa thành đối tượng của một nhu cầu nhất định. Đối tượng của nhu cầu chính là cái mà nhu cầu hướng đến và có thể làm thỏa mãn nhu cầu đó. Một đối tượng có thể làm thỏa mãn một số nhu cầu, một nhu cầu có thể được thỏa mãn bởi một số đối tượng, trong đó mức độ thỏa mãn có khác nhau.
Tính đa dạng của đối tượng tạo nên sự vô hạn của nhu cầu. Alfred Marshall viết rằng: "Không có số để đếm nhu cầu và ước muốn". Về vấn đề cơ bản của khoa học kinh tế - vấn đề nhu cầu con người - hầu hết các sách đều nhận định rằng nhu cầu không có giới hạn.

## Cấu trúc nhu cầu cá nhân
Aristotle đã cho rằng con người có hai loại nhu cầu chính: thể xác và linh hồn. Sự phân loại này mang tính ước lệ lớn nhưng nó ảnh hưởng đến tận thời nay và người ta quen với việc phân nhu cầu thành "nhu cầu vật chất" và "nhu cầu tinh thần". Ngoài ra còn tồn tại nhiều kiểu phân loại khác dựa trên những đặc điểm hay tiêu chí nhất định.
Trọng tâm chú ý của các nhà khoa học là xếp đặt nhu cầu theo một cấu trúc thứ bậc. Ý tưởng về thứ bậc của nhu cầu bắt đầu nảy sinh từ đầu thế kỉ trước. Benfild viết: "Quan điểm đầu tiên của luận thuyết về nhu cầu nói rằng sự thỏa mãn nhu cầu bậc thấp trong thang độ nhu cầu sẽ sinh ra mong muốn được thỏa mãn nhu cầu bậc cao hơn". Trong số các công trình nghiên cứu hiện đại có thể kể đến kết quả phân loại như K. Alderfer: tồn tại, quan hệ, nâng cao; D. Mc Clelland: thành quả, tham dự, quyền lực; V. Podmarcow: đảm bảo, khuynh hướng, uy tín; V. Tarasenko: tồn tại, phát triển; A. Maslow: sinh lý, an toàn, tham dự, (được) công nhận, tự thể hiện... Năm cấp bậc nhu cầu theo phân loại của A. Maslow được xếp theo hình bậc thang hay hình chóp kim tự tháp với thứ tự liệt kê như trên thể hiện quan điểm rằng sự thỏa mãn nhu cầu theo thứ tự từ dưới lên. Người ta đã chỉ ra rằng thực tế sự thỏa mãn nhu cầu không nhất thiết phải tuân theo quy luật đó.
Boris M. Genkin chia nhu cầu ra hai nhóm: nhu cầu tồn tại và nhu cầu đạt mục đích sống. Nhu cầu tồn tại gồm nhu cầu sinh lý, nhu cầu an toàn và nhu cầu tham dự. Trong nhu cầu đạt mục đích có bốn nhóm: 1) giàu có về vật chất; 2) quyền lực và danh vọng; 3) kiến thức và sáng tạo; 4) hoàn thiện tinh thần. Tùy vào thiên hướng của từng cá nhân mà một trong số bốn nhu cầu trên thể hiện nổi trội. Có thể trong một người hiện diện cả bốn dạng nhu cầu đó nhưng ở các giai đoạn khác nhau trong đời.
Tất cả các cách thành lập cấu trúc nhu cầu cá nhân từ trước đến nay có những hạn chế nhất định. Nếu số nhóm nhu cầu ít (gồm hai nhóm) thì phân loại nặng tính ước lệ, giảm ý nghĩa phân tích. Nếu số nhóm nhu cầu nhiều thì phân loại không đáp ứng được tính bao trùm, nghĩa là khi đó còn nhiều dạng nhu cầu nằm ngoài các nhóm, ví dụ như nhu cầu về tín ngưỡng, tự do. Kết luận của các nhà khoa học là: sự cản trở việc phân loại chính là không thể xác định được giới hạn của nhu cầu.
Cách phân loại mới  dựa vào phân tích bản chất của nhu cầu. Trên quan điểm mỗi nhu cầu được hình thành từ hình thức biểu hiện và nhu yếu nên có thể thực hiện phân loại theo hai thành phần đấy.
Hình thức biểu hiện được phân loại thông qua đối tượng của nhu cầu. Chúng chính là tất cả những gì có ý nghĩa đối với đời sống con người. Đối tượng của nhu cầu có thể là những sự vật cụ thể trong thế giới xung quanh, có thể là những yếu tố của tư duy. Nhận thức của con người và xã hội càng cao thì phạm vi đối tượng có ý nghĩa càng rộng. Như vậy đối tượng của nhu cầu được phân loại theo các lĩnh vực hoạt động của con người: xã hội, kinh tế, chính trị, pháp luật, môi trường, tôn giáo, y tế, văn hóa-giáo dục-khoa học, đời sống cá nhân. Ranh giới của các lĩnh vực này không hoàn toàn rõ nét vì có sự đan xen. Tuy nhiên trong mỗi lĩnh vực hoạt động có sự định hình mối liên kết đặc biệt giữa các đối tượng, tạo nên những "hệ thống giá trị" mà vai trò của chúng là điều hòa sự mâu thuẫn giữa các nhu cầu khác nhau. Đôi khi chính những hệ thống giá trị này gây cản trở sự tiếp cận những đối tượng mới. Hệ thống giá trị có thể bị phá vỡ hoặc có sự thay đổi bổ sung tùy vào sự thay đổi của môi trường sống.
Nhu yếu được phân loại thành nhu yếu tuyệt đối và nhu yếu phát triển. Nhóm thứ nhất liên quan trực tiếp đến các hành vi bản năng và vô thức. Hình thức biểu hiện, hay đối tượng tương ứng, của chúng là không thể thay thế. Sự không đáp ứng các nhu yếu này sẽ dẫn đến hậu quả nghiêm trọng cho cơ thể sống. Nhu yếu phát triển là những nhu yếu mang tính phức tạp, là kết quả kết hợp của những nhu yếu tuyệt đối và sự bổ sung những "đam mê bẩm sinh" (về mùi vị, màu sắc, âm nhạc, sự chuyển động v.v.). Nhu yếu phát triển được chia thành ba nhóm dựa trên những đặc điểm cơ bản nhất của hành vi. Những đặc điểm này, cũng giống như các nhu yếu tuyệt đối, không phụ thuộc vào tính chất của môi trường sống, vào thời điểm lịch sử, vào các giá trị xã hội; chúng đặc trưng cho mọi sinh vật, mọi cơ thể sống và nói lên sự tương tác qua lại của cá thể với môi trường. Những nhu yếu đấy là:
- Nhu yếu nhập thế: là sự cần thiết tiếp nhận các đối tượng có ích cho cá thể. Đặc điểm của nó là hướng nhu cầu vào những đối tượng với mục đích tiếp nhận chúng ở dạng chúng có;
- Nhu yếu xuất thế: là sự cần thiết tác động vào các đối tượng bên ngoài và đôi khi ngay chính cơ thể của bản thân. Đặc điểm của nó là hướng nhu cầu vào các đối tượng với mục đích làm thay đổi trạng thái của chúng bằng phương pháp nào đó và theo một ý tưởng định sẵn (ý tưởng định sẵn: kết quả tổng hợp của tư duy từ thông tin về những sự vật thực tế);
- Nhu yếu vị thế riêng: là sự cần thiết tạo vị trí của cá thể trong thế giới xung quanh. Đặc điểm của nó là hướng nhu cầu vào các đối tượng với mục đích củng cố vị thế mà cá thể xác định một cách có ý thức đối với những cá thể khác hoặc hoàn cảnh bên ngoài. Nói cách khác, nhu yếu này bắt chủ thể phải xác định vị trí và định hướng hoạt động của mình sao cho phù hợp với sự thay đổi của thế giới xung quanh.

Nhu yếu nhập thế và nhu yếu xuất thế phản ánh một đặc tính nổi bật của con người là sự mong muốn nhận thức thế giới. Chúng khác nhau ở chỗ nhu yếu thứ nhất thể hiện tính thụ động, còn nhu yếu thứ hai thể hiện tính chủ động. Trong đời sống thực tế một nhu cầu thường có chung ba đặc điểm kể trên, chúng bổ sung cho nhau theo mối quan hệ "mục đích – phương tiện", nhưng một trong các nhu yếu đó nổi trội hơn cả (mục đích). Và vì thế có thể gọi những nhu cầu theo tên của nhu yếu tương ứng nổi trội đó. Nhu yếu phát triển hướng tới những đối tượng mới và thay đổi dần những giá trị cũ để phù hợp với sự thay đổi thường xuyên của môi trường.
Phân tích trên cho thấy tuy đối tượng của nhu cầu là vô hạn, song những nhu yếu phát triển cơ bản chỉ tồn tại ở ba dạng kể trên.
Cấu trúc nhu cầu cá nhân theo cách phân loại trên cho phép hình dung một hệ thống nhu cầu được sắp xếp như một tế bào mà nhân của nó là các nhu yếu tuyệt đối, thân là các nhu yếu phát triển và vỏ ngoài cùng là các đối tượng được kết dính bởi những hệ thống giá trị. Cấu trúc nhu cầu thể hiện mối quan hệ hữu cơ và thống nhất giữa các thành phần trong hệ thống nhu cầu cá nhân.